# Axinaea merianiae
Axinaea merianiae es una especie de planta de flores perteneciente a la familia  Melastomataceae. Es endémica de Ecuador.  Su hábitat natural son los matorrales secos subtropicales o subtropicales a gran altitud. 

## Distribución y hábitat
Es un arbusto o pequeño árbol del cual se conocen unas 40 colonias el sur de los Andes. La mayoría se encuentra en dos áreas: en la carretera Cuenca–Loja, cerca de Cumbe, y al norte de Loja, cerca de Saraguro. Otra colonia que había sido ubicada cerca de Pichincha por error está, de hecho, cerca de Cumbe. No se conoce que la especie se encuentre en áreas protegidas de Ecuador pero una colonia se desarrolla en Mazán, cerca del Parque nacional Cajas (F. Serranos, pers. comm.). Considerada Vulnerable en 1998 (Oldfield et al. 1998), debido a su gran número de colonias se sugiere que no está en peligro.

## Taxonomía
Axinaea merianiae fue descrita por (DC.) Triana y publicado en Transactions of the Linnean Society of London 28(1): 69. 1871[1872].
Sinonimia
- Axinaea lepidota (Benth.) Triana
- Chastenaea coriacea Naudin
- Chastenaea lepidota Benth.
- Chastenaea merianiae DC.[3]